# Øster Svenstrup
Øster Svenstrup er en bebyggelse i Øster Svenstrup Sogn, Øster Han Herred, indtil 1970 Thisted Amt, fra 1970 til 2006 Viborg Amt.
I 1682 talte daværende Svenstrup by 11 gårde, 5 huse med jord, 4 huse uden jord. Samlet jordtilliggende 229,6 tdr. ld. dyrket jord, skyldsat til 47,96 tdr. hrtk.
I midten af 1800-tallet havde Øster Svenstrup kirke, skole, kro og teglværk. Til byen hørte udstrakte moser, og herfra blev solgt tørv, især til daværende Torslev Sogn i Brovst Kommune.